# Delstatsregering (Tyskland)
 Delstatsregering  (tysk Landesregierung og nogle gange også  Ministerrat)  er som navnet siger  regeringen for en af Tysklands delstater.
Disse er sat sammen af en Regeringschef, med titlen Ministerpræsident, og et antal ministre (Landesministern, Staatsministern).
Antallet af ministre er forskelligt fra delstat til delstat. 
I Bayern og Sachsen kaldes delstatsregeringen Staatsregierung. I Bayern findes også Staatssekretærer, som hører til Staatsregierungen 
I bystaterne Berlin, Hamburg og Bremen delstatsregeringen et Senat, regeringschefen  hedder  Regierender Bürgermeister (Berlin), Erster Bürgermeister i Hamburg og i Bremen Bremer Bürgermeister og ministrene hedder  Senatorer.